# Viadana myrtifolia
Viadana myrtifolia är en insektsart som först beskrevs av Carl von Linné 1758.  Viadana myrtifolia ingår i släktet Viadana och familjen vårtbitare. Inga underarter finns listade i Catalogue of Life.